# Буди-Опожджевські
Буди-Опожджевські (пол. Budy Opożdżewskie) — село в Польщі, у гміні Варка Груєцького повіту Мазовецького воєводства.
Населення — 55 осіб (2011).
У 1975-1998 роках село належало до Радомського воєводства.

## Демографія
Демографічна структура станом на 31 березня 2011 року:
|          | Загалом | Допрацездатний вік | Працездатний вік | Постпрацездатний вік |
| -------- | ------- | ------------------ | ---------------- | -------------------- |
| Чоловіки | 29      | 12                 | 15               | 2                    |
| Жінки    | 26      | 5                  | 16               | 5                    |
| Разом    | 55      | 17                 | 31               | 7                    |